# Adieu Goulsary
Adieu Goulsary (Прощай, Гульсары!) est un livre de Tchingiz Aitmatov publié en 1966. Il est publié une première fois en langue française en 1968, avant une seconde réédition en 2012.

## Synopsis
Le berger kirghize Tanabaï traverse les steppes de nuit accompagné de son vieux cheval Goulsary, tombant à terre pendant le trajet. Pendant l'agonie de l'animal, Tanabaï médite sur sa vie, liée au destin du cheval Goulsary depuis une vingtaine d'années. Plongé dans les méandres de sa mémoire, Tanabaï évoque les souvenirs d'une époque où Goulsary est un animal admiré par tous pour son allure particulière, l'amble, son apparence majestueuse et sa vitesse. À cette même époque, Tanabaï est un gardien de chevaux au sein d'un kolkhoze et est particulièrement engagé au sein de la collectivisation et de la "dékoulakisation". Ses idéaux vont être peu à peu mis à mal par la réalité de la gestion du kolkhoze, encadré par une administration rigide et déconnectée.

## Analyse
Ce livre critique de manière directe la gestion centralisée des kolkhozes kirghizes, où personne ne se sentait responsables des simples bergers et gardiens de chevaux. Le récit aborde également de la disparition des traditions et de l'artisanat kirghize, une disparition accélérée par les responsables politiques de l'URSS.

## Adaptation
Le roman est adapté à deux reprises au cinéma. Une première adaptation sort en salle en 1968 et est réalisée par le réalisateur russe Sergueï Ouroussevki. Cette adaptation prend quelques libertés avec l’œuvre originale, faisant notamment de Tanabaï un maréchal-ferrant au lieu d'un gardien de chevaux. Une seconde adaptation d'Adieu Goulsary sort en 2008, réalisée par le cinéaste kazakh Ardak Amirkoulov.